# ランボルギーニ・ディアブロ
ディアブロ（Diablo ）は、イタリアの自動車メーカー、ランボルギーニが1990年から2001年まで製造していたスーパーカーである。世界中で人気を博したカウンタックの後継として登場した。
車名のディアブロは「悪魔」を意味し、伝説の闘牛の名前に由来している。

## 概要
ボディデザインはマルチェロ・ガンディーニによるP132プロトタイプに基づくが、当時のランボルギーニの親会社であったクライスラーのデザイナーによって、空力や開口部の安全面から細部の角を落として滑らかにする修正が加えられた。そのため、デザイナーとしてガンディーニの名前を出すか否かで揉めたが、細部を修正することは契約に含まれているという理由で最終的にはガンディーニも了承したという。ドアはカウンタックを踏襲したシザードアだが、カウンタックと違いドア先端はフロントフェンダーに沈まずに開く。
ホイールベース長は2,650mmで、カウンタックの最終モデルである25thアニバーサリーと比べて150mm延長され、居住性の向上が図られた。フレームはカウンタック同様の マルチチューブラーフレームであるが、断面形状がカウンタックの丸断面から角断面に変更された。リアサスペンションの開発に難航し、サンドロ・ムナーリがテストドライバーとして協力した。
当初はカウンタック同様にリトラクタブル・ヘッドライトを採用したが、終日ヘッドライト点灯を義務づける国や地域が生じたことや、ヘッドライトの位置に関する法規が改正された国もあったため、1999年のフェイスリフトで固定式のヘッドライトとなった。この固定式ヘッドライトは、日産・フェアレディZ（Z32型）のデンソー製（レンズはICHIKOH製）ユニットを流用したものであるが、元々は日本のユーザーが私的な改造として行っていたものであり、それを見たランボルギーニの関係者によって正式に採用された経緯がある。なお、ヘッドライトユニットに刻印されている「NISSAN」のロゴは、ライト上部を覆うアイライン状のモールで隠されている。
初期型はメーターパネルが高くそびえる形で作られており、前方視界を遮る形となっていた。このため改造するチューナーが次々に現れたため、1993年のマイナーチェンジ以降ではメーターの配列やサイズを変更し、メーターパネル自体を低くして視界確保を改善する改良を実施している。
搭載エンジンは当初、排気量5,709ccV型12気筒DOHC48バルブであったが、ランボルギーニがアウディ傘下となってからは排気量が5,992ccに拡大された。そのエンジンをミッドシップに縦置きで搭載するが、通常と逆に出力軸を前方としてトランスミッションに接続し、そこから動力を後方に折り返してドライブシャフトでオイルパンを貫通しながらデフに接続するという、カウンタックと同様のコンパクト化手法で配置されている。
ランボルギーニ社を所有する親会社がクライスラーからメガテック、Vパワー、アウディと次々に代わっていった厳しい経営状態において、ディアブロは唯一の市販車種としてその経営を支え続けた。親会社がアウディになってからは、後継車種のプロトタイプ（カントとアコスタ）は採用せずに、レース用車両（GT2）で培った技術を市販モデルにフィードバックしつつ延命させ、正式な後継車種となるムルシエラゴにつながる改良を続けた。

## モデルとバリエーション

### ディアブロ（1990年～2000年）
RWDモデル。5,707ccのV12エンジンを搭載し、最大出力492ps/7,000rpmを発生。最高速325km/h。前後のフェンダーとドアにはアルミ素材、バンパー、フロントフード、エンジンフード等にはランボルギーニが開発した「アウトクラーベ」という複合素材が使用され、ボディの軽量化がなされた。
当初のホイールサイズは前後共に17インチ。1998年にフェイスリフトし、前後のホイールサイズを18インチに拡大。
1999年からヘッドライトを固定式のものに仕様変更。

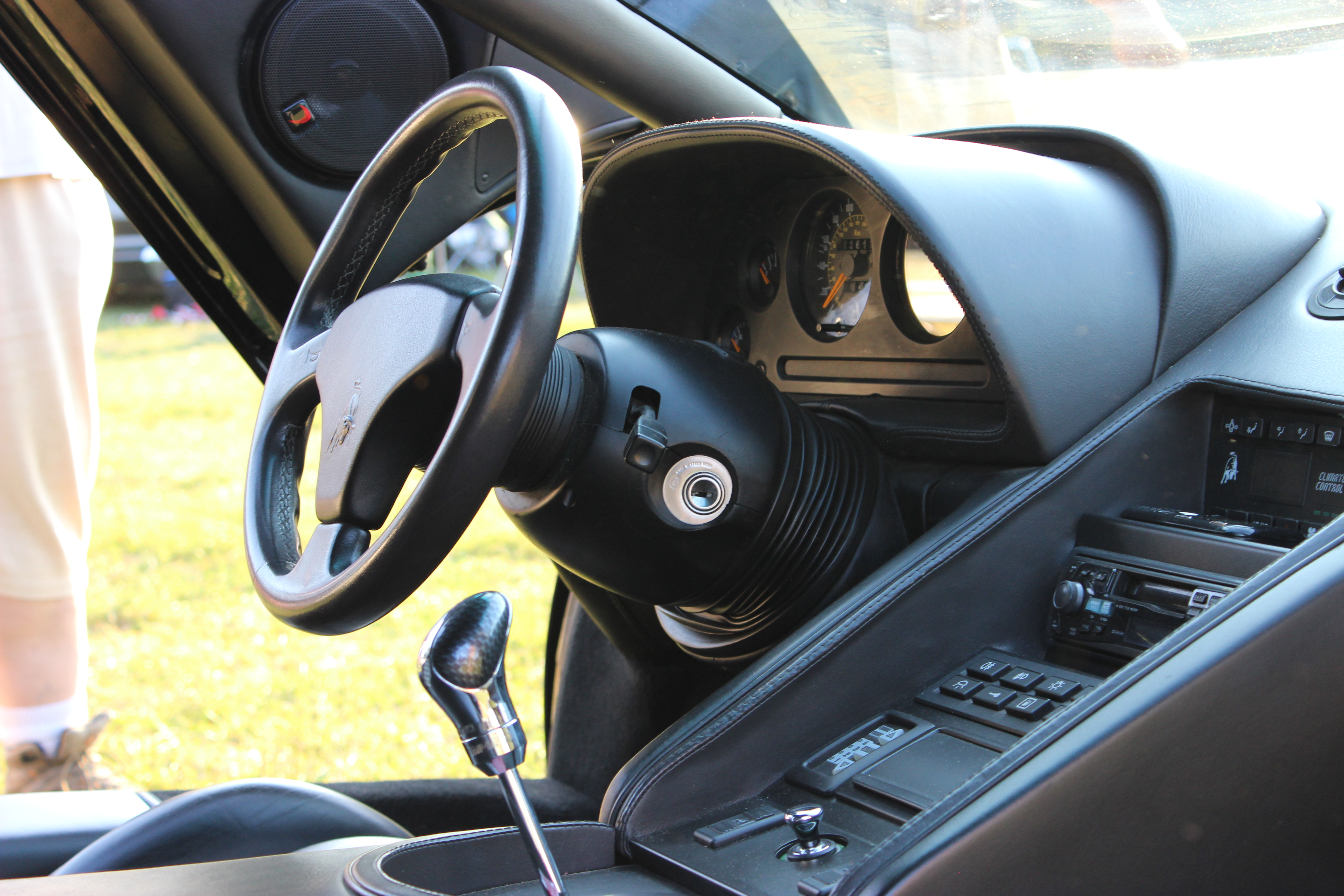
内装
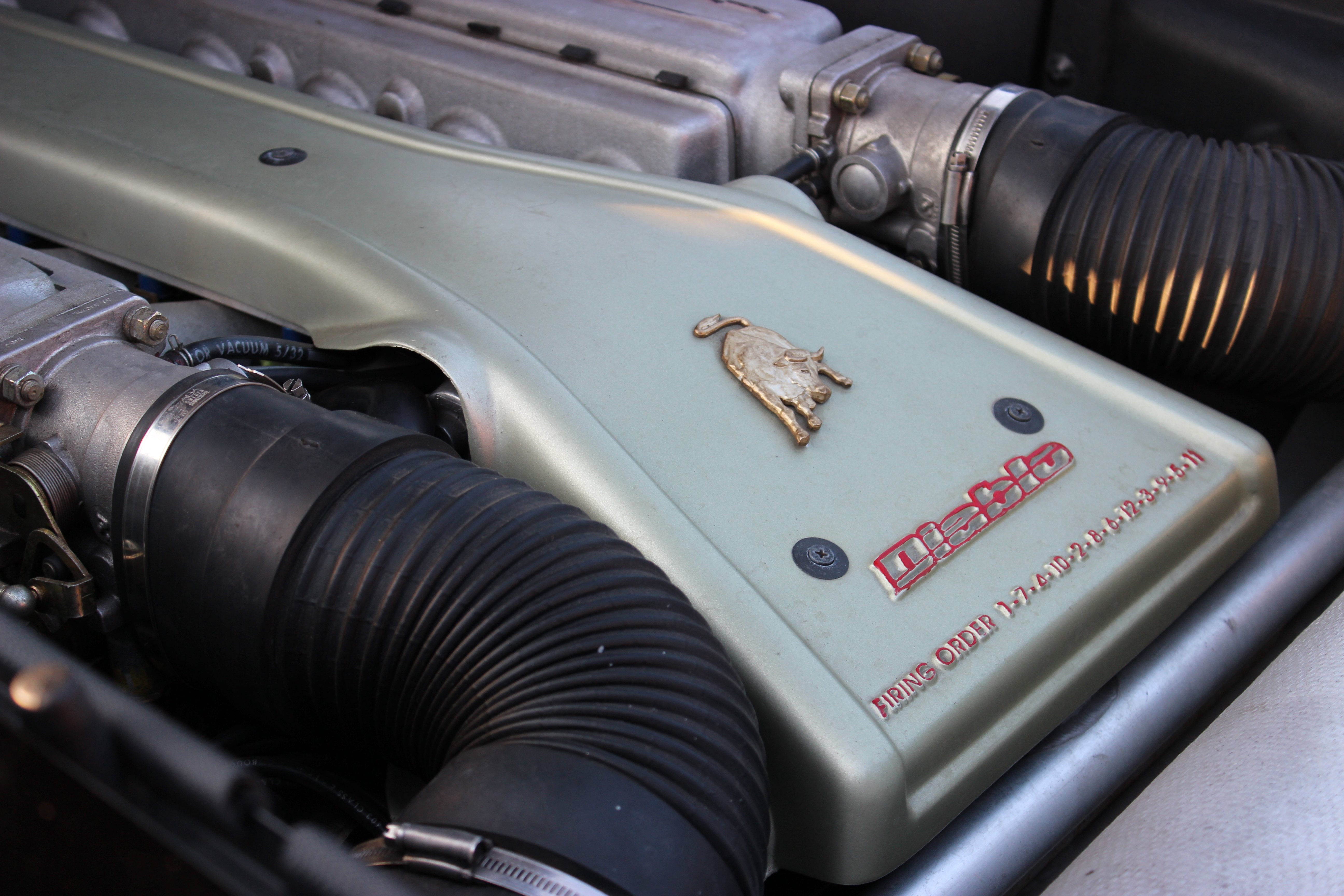
エンジン

### VT（1993年～2000年）

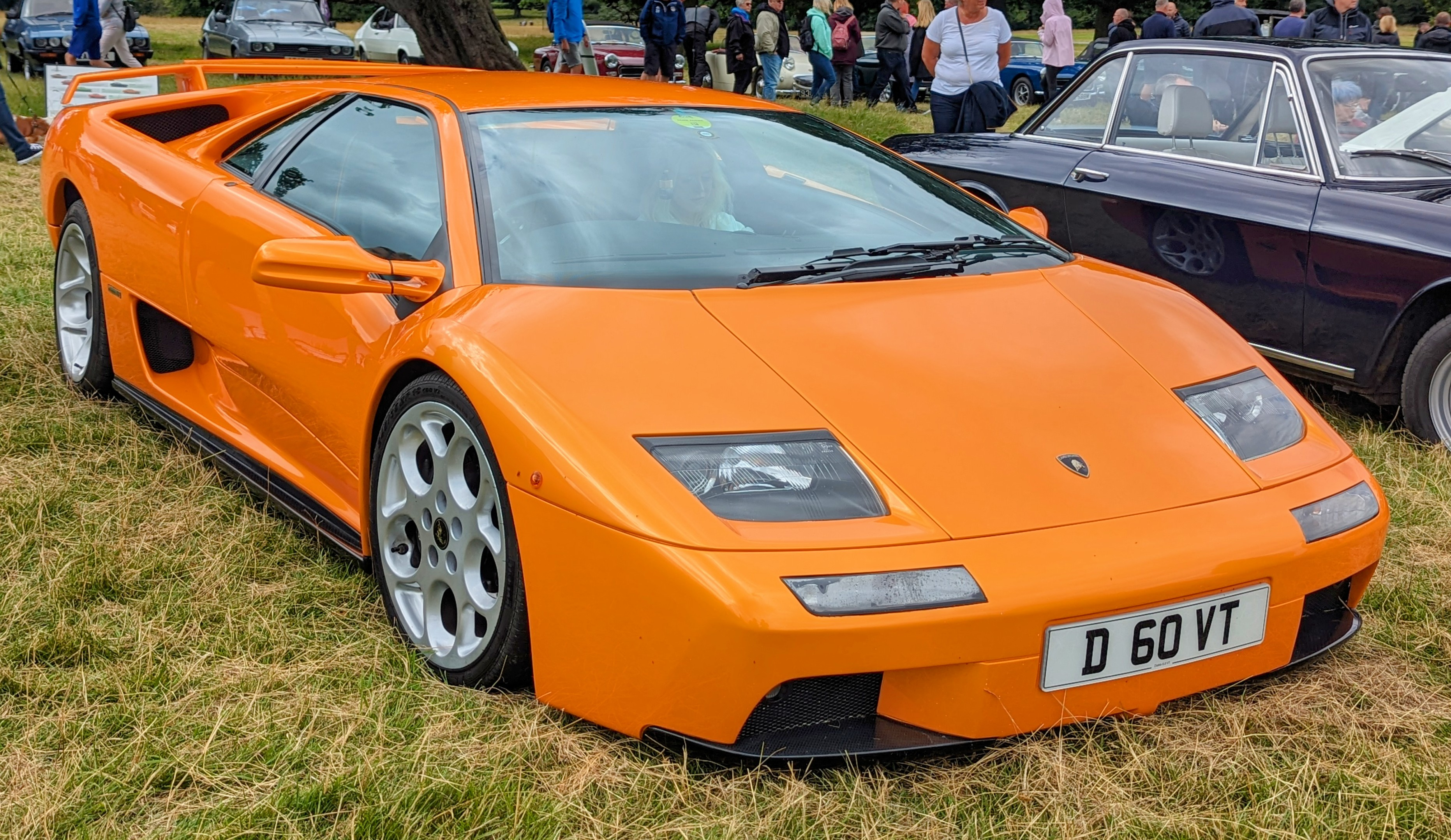
ディアブロ VT

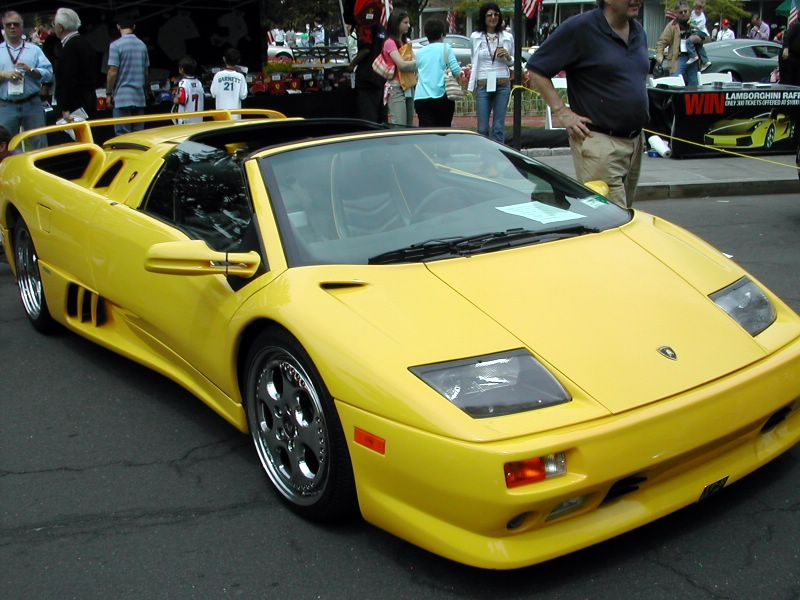
ロードスター

4WDモデル。ホイールサイズは前後共に17インチ。
1998年にフェイスリフトし、前後のホイールサイズを18インチに拡大。
1999年からヘッドライトを固定式のものに仕様変更。
ロードスター（1995年～1999年）
通称：VT ロードスター
オープン4WDモデル。
ミレニアム・ロードスター（2000年）
2000年のデトロイト・ショーにおいて「6.0」と同時に発表された北米限定車。専用色としてチタニウム・メタリックが設定された。
- ロードスター

### SE30（1993年～1995年）

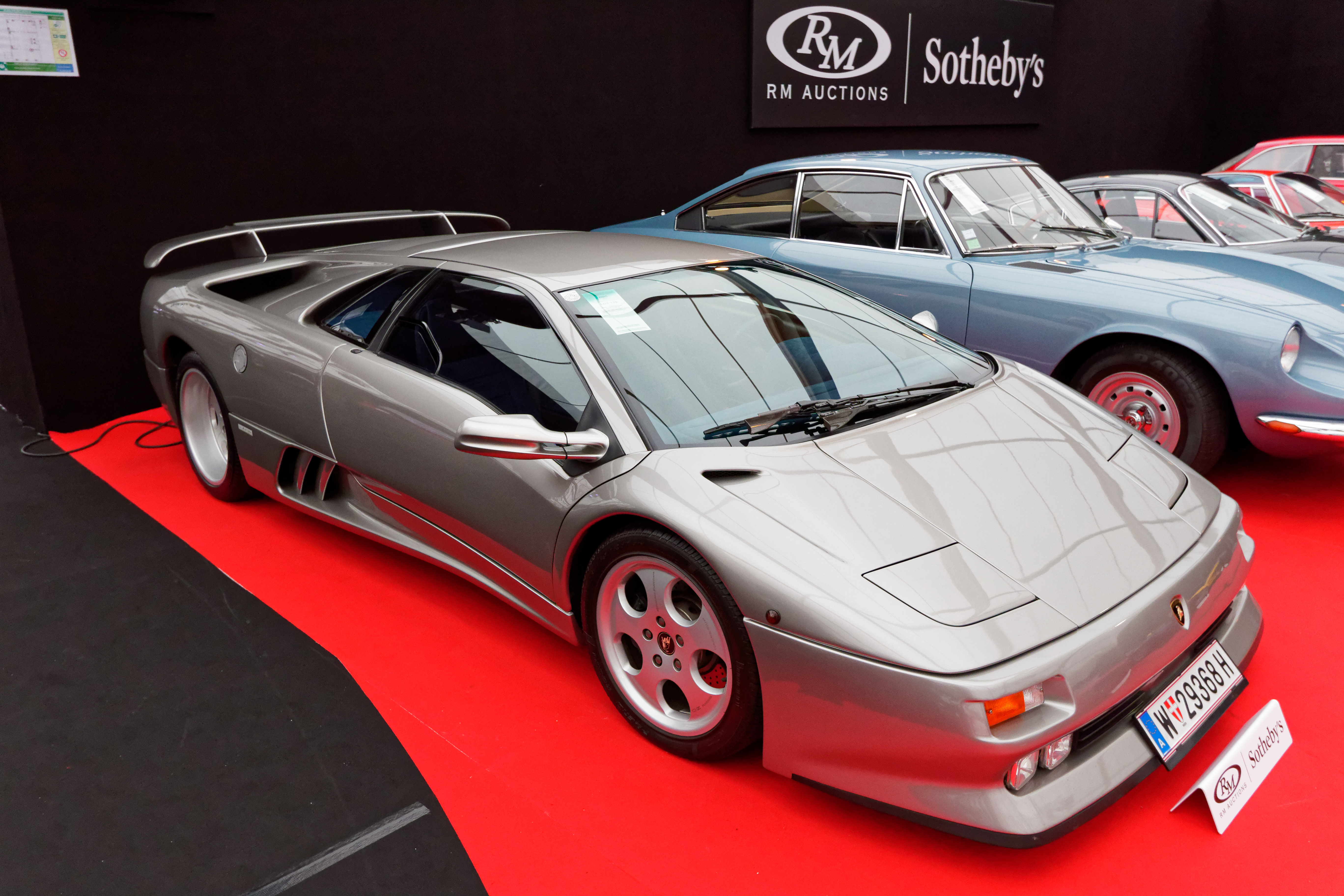
ディアブロ SE30

30周年記念スペシャルエディションのRWDモデル。ホイールサイズは、フロントが17インチ、リアが18インチ。
150台限定とされたが、最終的に197台出荷。
SE30のメタリックパープルが、1996年にリリースされたジャミロクワイの楽曲「コスミック・ガール」のミュージックビデオに使用された。撮影期間中に1台は大破して廃車になり、1台はフロントガラスが吹っ飛んだため大きな話題となった。詳細はコスミック・ガールの「ミュージックビデオ」の項を参照。
SE30 イオタ
別名：SE30 コルサ
イオタ・キット（エア・インテーク、リプログラミングされた制御システム）を装着したSE30車両。約20台。

### SV（1995年～1999年）

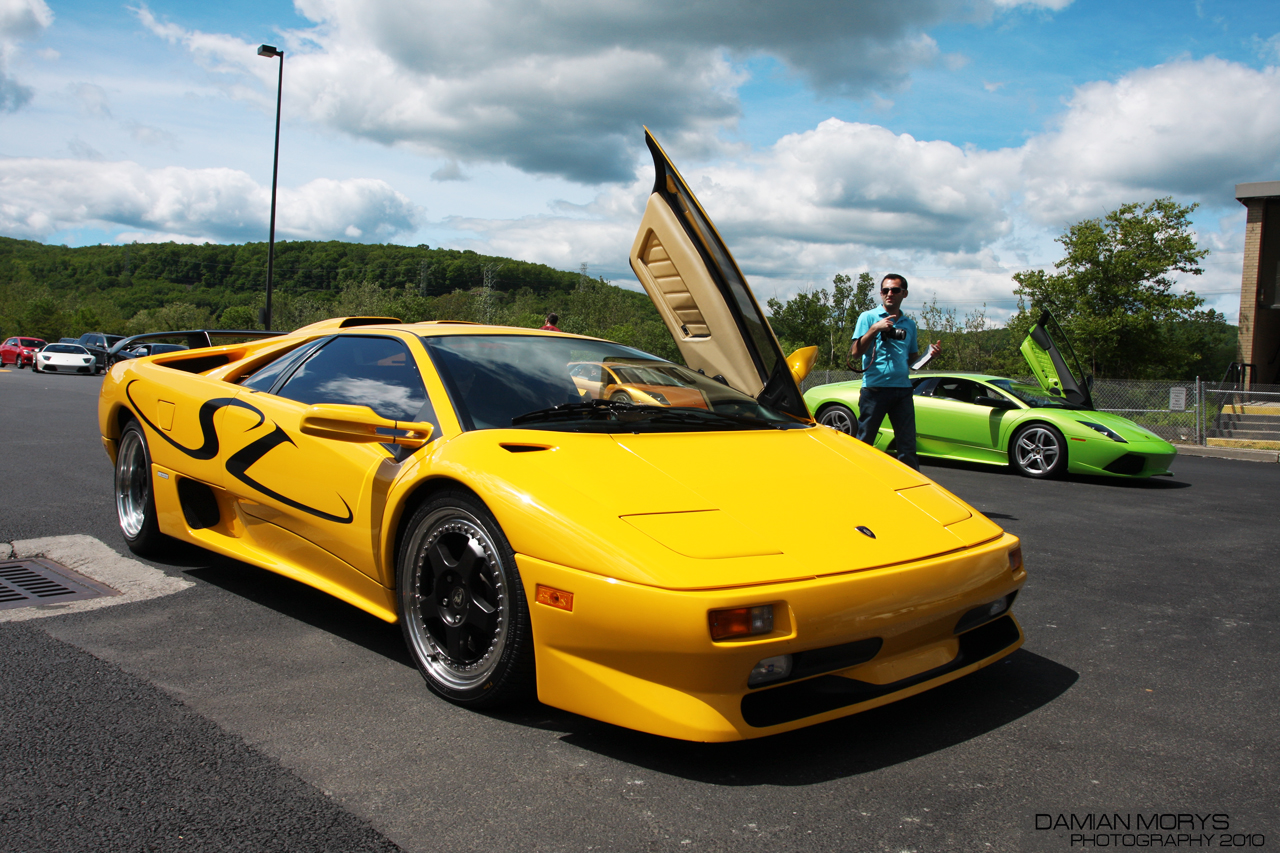
ディアブロ SV

RWDモデル。ホイールサイズは、フロントが17インチ、リアが18インチ。
1998年にフロント・ホイールサイズも（「VT」と共通の）18インチに拡大。
SE35（1998年）
SVをベースとした35周年アニバーサリーモデル。スイスのローランド・アフォルターがランボルギーニに発注した10台のみの限定生産。
SV ロードスター（1998年～1999年）
オープンRWDモデル。日本未導入であり、僅か6台のみの希少モデル。

### GT（1999年～2000年）
アウディ資本のもとでレース用車両（GT2、排気量は5,992cc）を公道仕様にした世界限定80台のRWDモデル。
前後のトレッドを拡大。特に前のトレッドは110mmも拡大したため、オーバーフェンダーに収めることになった。

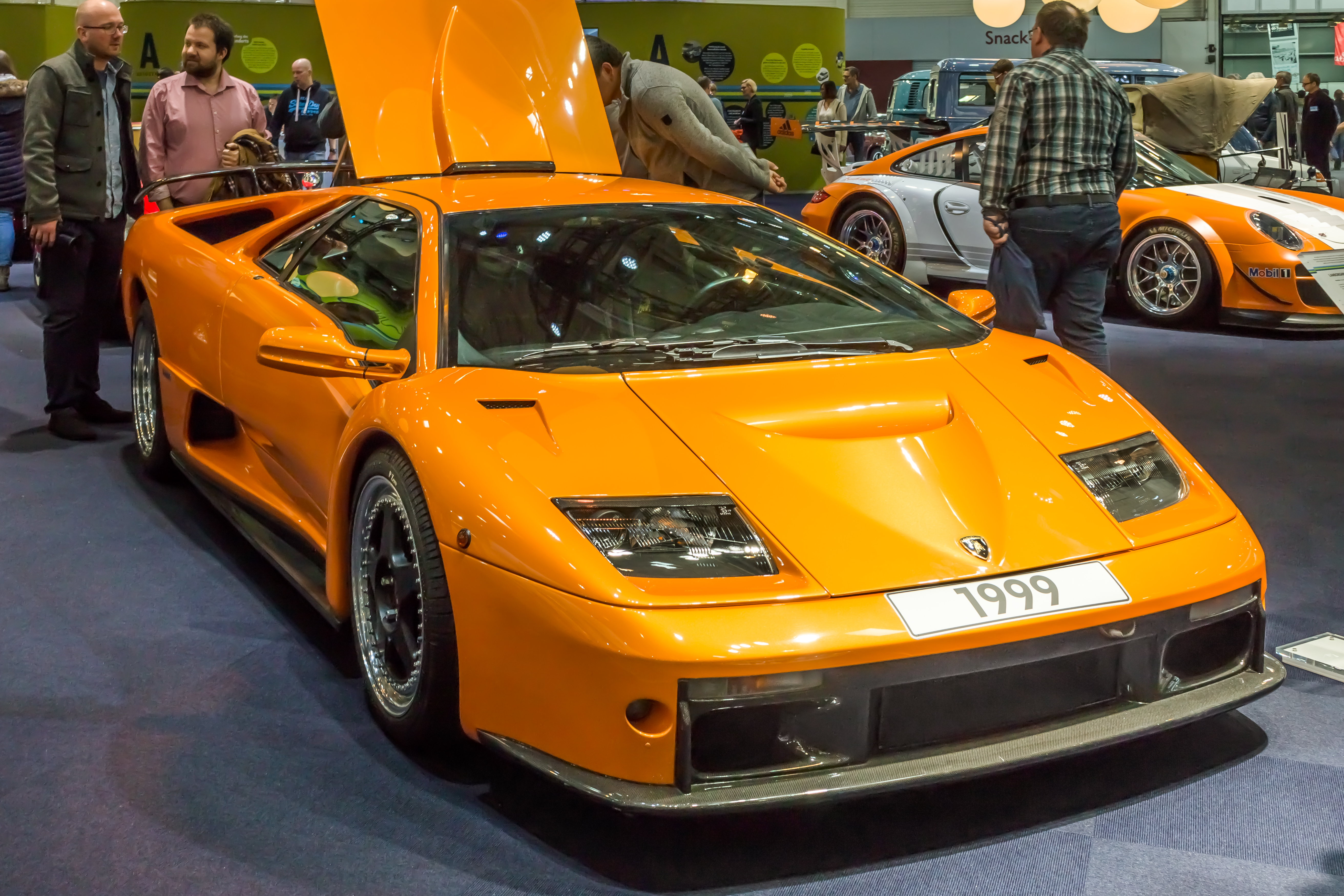
ディアブロ GT
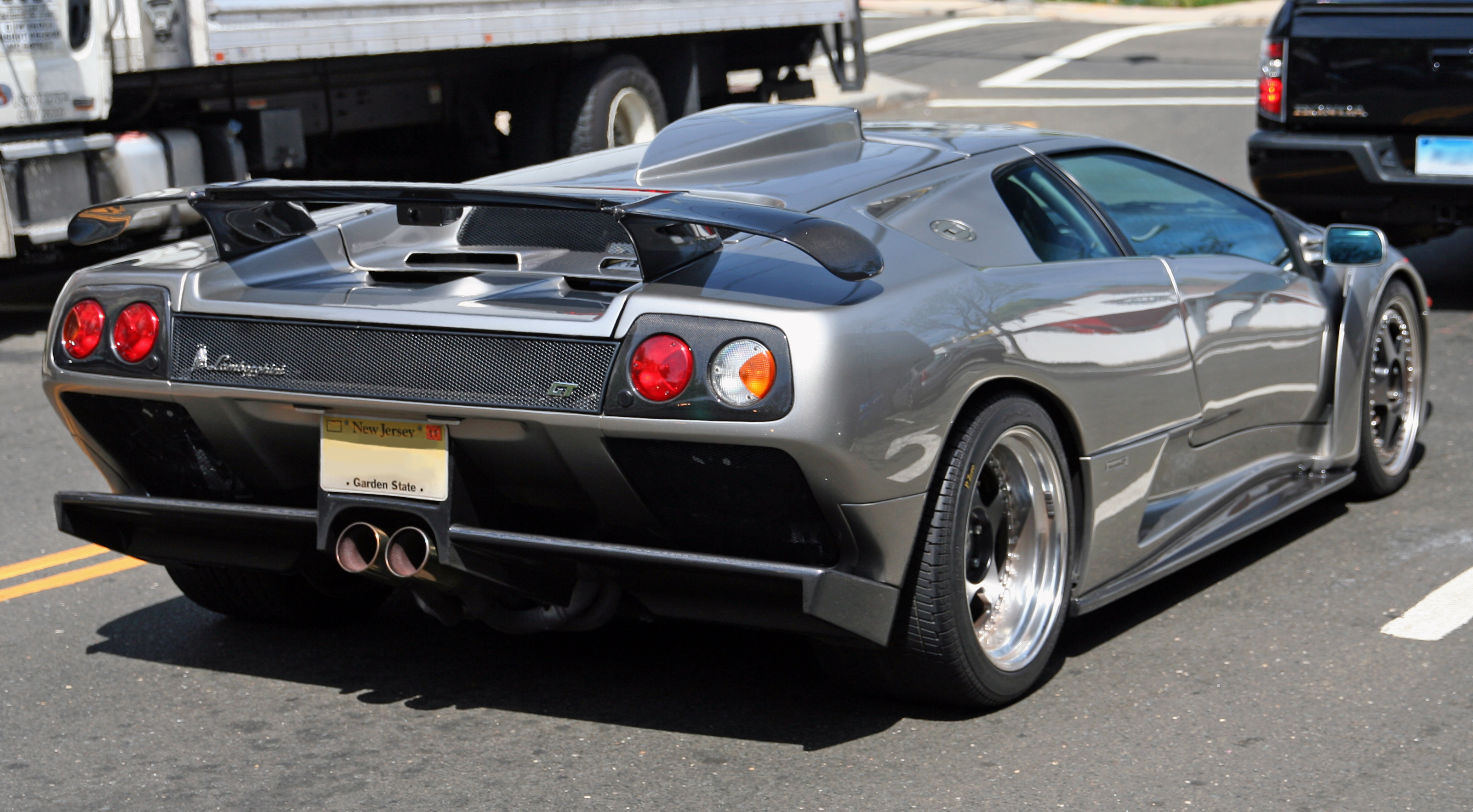
ディアブロ GT リアビュー

### 6.0（2000年）

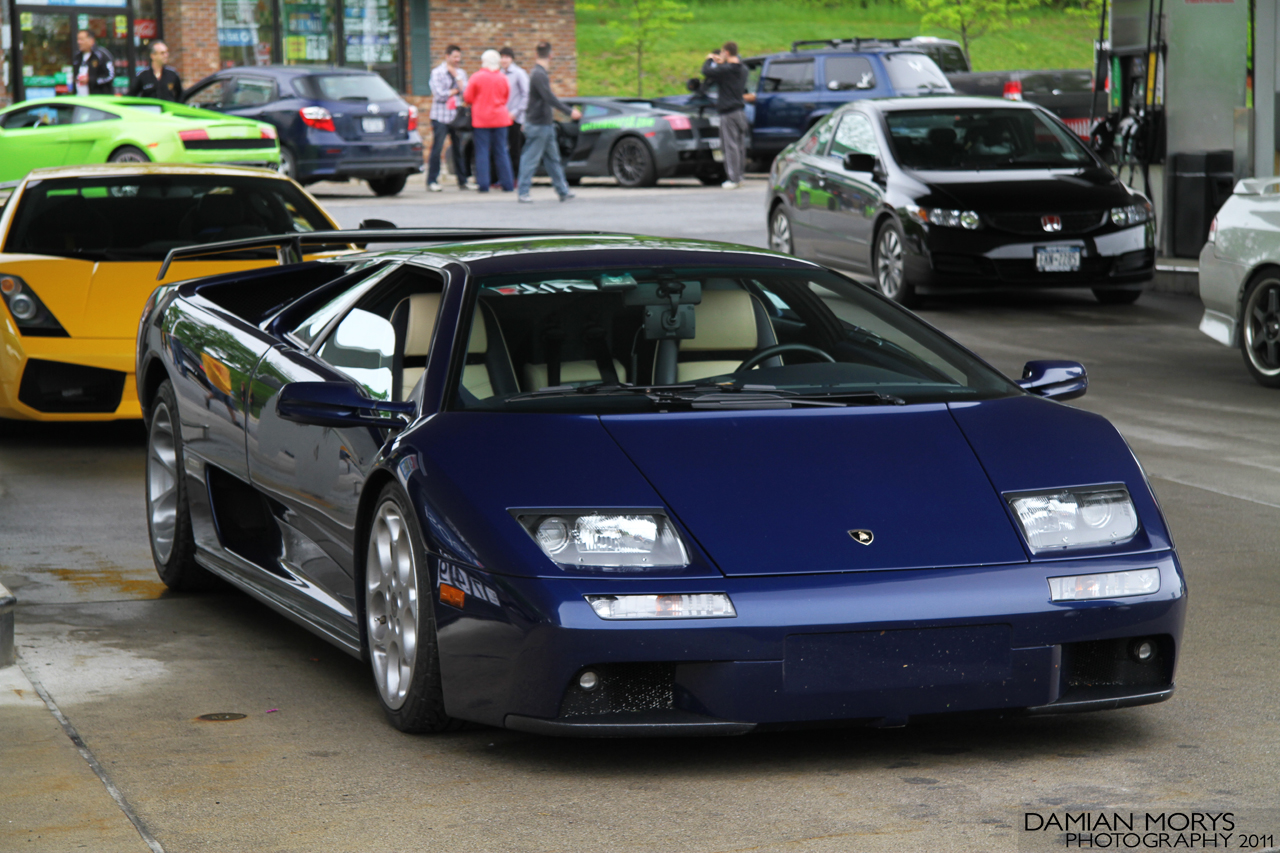
ディアブロ 6.0

4WDモデルのみ。5,992ccエンジンを搭載。アウディのルク・ドンカーヴォルケのもとでフェイスリフトされた。
6.0SE（2001年）
2001年3月、ジュネーブ・ショーにおいて発表された最終モデルであり、メカニズムに関しては6.0と明確な差異は無い。2色の専用色（ゴールド系（オロ・エリオス）とブラウン系（マロン・エクリプス））が設定された。

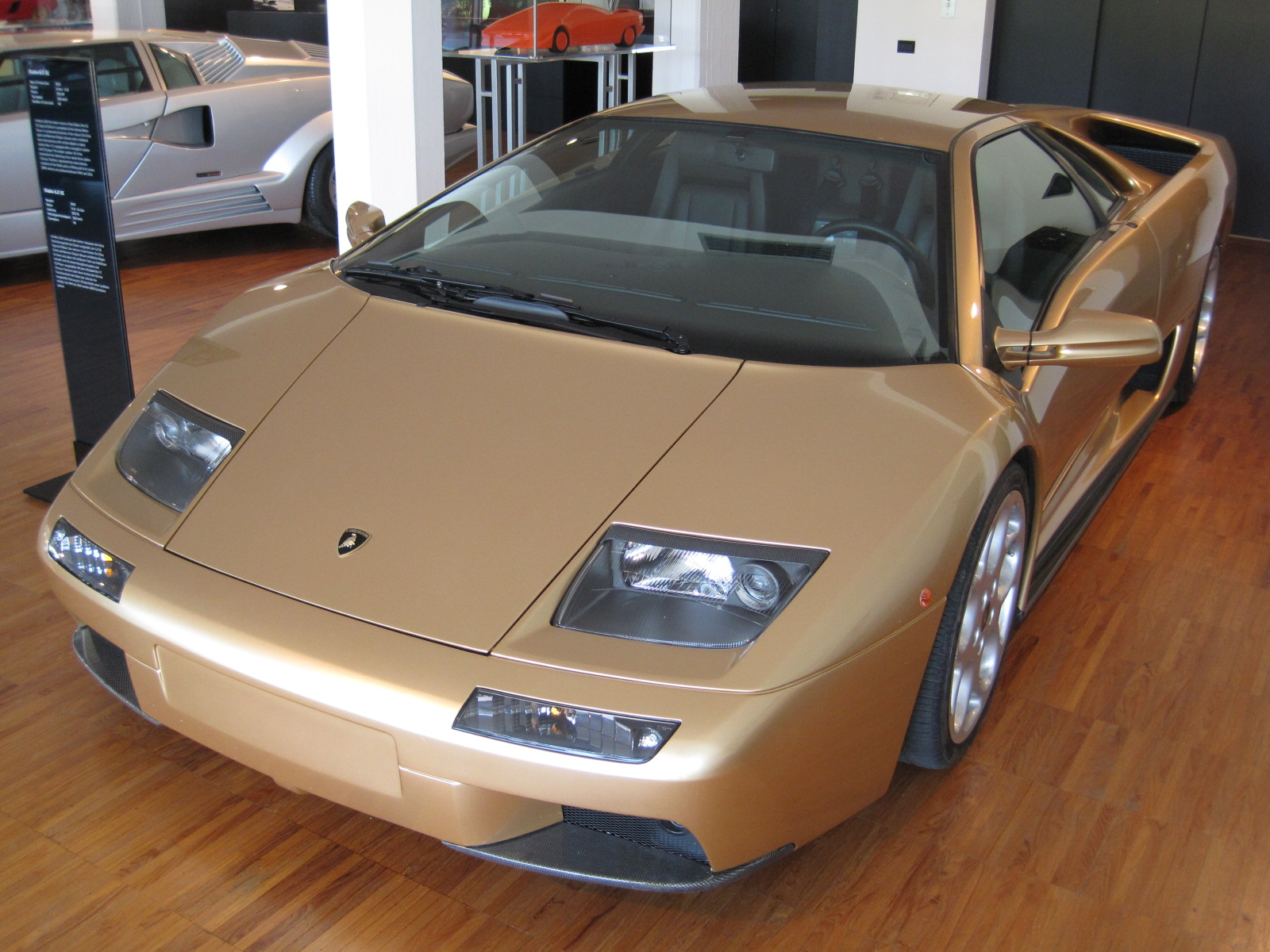
ディアブロ 6.0SE

## レース用車両

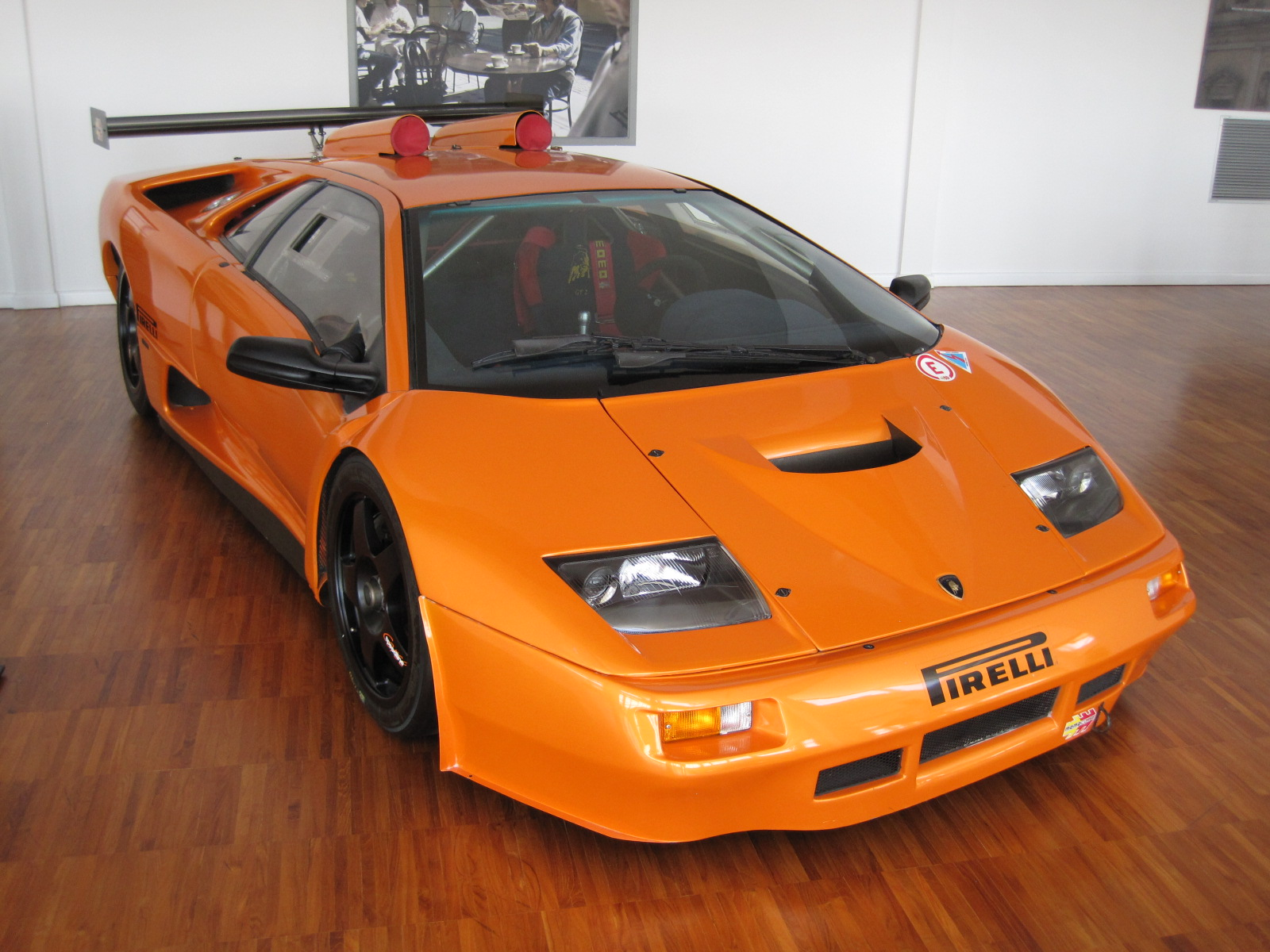
ディアブロ GT2 エヴォリツォーネ

VT ラリー（1994年）
1994年4月、オーストラリア「タルガ・タスマニア: (Targa Tasmania) 」において、ほぼノーマルの「VT」が総合3位に入賞した。
F1 セーフティカー（1995年）
1995年、F1カナダ・グランプリにおいてセーフティカーとして採用された｡
イオタ（1994年）
別名：SE-J
全日本GT選手権に参戦するために寺井エンジニアリング向けに3台が製作された初代レース用車両｡その内の1台（P02）は公道用｡
SV-R（1996年）
「SV」ベースのレース用車両。軽量化し、エキゾーストをストレートにするなどして540psのパワーを獲得した限定34台のワンメイクレースカー。
GT1（1997年）
1997年に2台が製作されたレース用車両。元AGSのミッシェル・コスタによって設計され、ランボルギーニファクトリー内で特別に製作された6リットルV12 DOHC 4バルブエンジンを搭載。シャシーはハンドメイド、ボディはすべてカーボンもしくはFRPなどの軽量素材で作られており、市販車とは別物である。1台は、1998年の全日本GT選手権で9位入賞を果たし、2000年鈴鹿1000kmで3位表彰台を記録した。別の1台は公道用として存在している。
GT2（1998年、2002年）
「SV-R」が成功したのち、1台にとどまったGT1レース車両の挑戦をふまえて、1998年にこれらとは別のレース用プロトタイプが製作された。実際にレースに出走することは無かったが、翌年に市販されることになる「GT」のベースになった。
「ランボルギーニミュージアム」には別の車両が「GT2 エヴォリツォーネ」として展示されており「6.0」をベースとして2002年に製作されたとされている。
GTR（1999年）
「GT」ベースのワンメイクレース用の車両。
ランボルギーニ工場により生産された数は30台であり、ナンバリングプレートがその証として与えられている。
生産者の国籍、国別仕様、車両の年号を示すVINの無いスペアフレーム（通称ホワイトボディ）がレース用の供給部品として10個が存在し、そのスペアフレームを所有または購入したレーシングチームがリビルトパーツ、スペアパーツ、市販車用のパーツを流用して数台のGTR仕様を組み立てた。（内２台のGTR仕様が日本へ輸入された。）。
VIN＝Vehicle Identification Numberに基づいているものです。車両識別番号　車台番号

GTR-S（2000年）
「GTR」をベースにライター・エンジニアリング (Reiter Engineering) が開発した車両。
FIA GT選手権などに参戦していた。
JGT-1（2001年）
JLOCが全日本GT選手権に参戦するためにオーダーしたレース用車両。エンジンやミッションなどは「GT1」に使用していた物を流用しているが、シャシーや足回りなどは新しく開発された。始めはサイドラジエター方式を採用していたが、後にフロントに移された。

## スペック
| モデル名       | 全長    | 全幅    | 全高    | ホイールベース | 重量    | 排気量  | 最大トルク       | 最高出力       | 乗車定員 | 生産台数  |
| -------------- | ------- | ------- | ------- | -------------- | ------- | ------- | ---------------- | -------------- | -------- | --------- |
| （初代／標準） | 4,460mm | 2,040mm | 1,105mm | 2,650mm        | 1,650kg | 5,707cc | 59.1kgm/5,200rpm | 492ps/7,000rpm | 2名      | 887台     |
| VT             | 4,460mm | 2,040mm | 1,105mm | 2,650mm        | 1,625kg | 5,707cc | 59.1kgm/5,200rpm | 492ps/7,000rpm | 2名      | 880台     |
| VT Roadster    | 4,470mm | 2,040mm | 1,115mm | 2,650mm        | 1,625kg | 5,707cc | 59.1kgm/5,200rpm | 492ps/7,000rpm | 2名      | 465台     |
| SE30           | 4,507mm | 2,040mm | 1,115mm | 2,650mm        | 1,650kg | 5,707cc | 59.2kgm/5,900rpm | 525ps/7,100rpm | 2名      | 150台     |
| SE30イオタ     | 4,507mm | 2,040mm |         | 2,650mm        |         | 5,707cc | 65.1kgm          | 590ps          | 2名      | 約20台    |
| SV             | 4,470mm | 2,040mm | 1,115mm | 2,650mm        | 1,530kg | 5,707cc | 58.0kgm/5,200rpm | 530ps/7,000rpm | 2名      | 343台     |
| SV Roadster    | 4,470mm | 2,040mm | 1,115mm | 2,650mm        | 1,530kg | 5,709cc | 60.0kgm/5,500rpm | 535ps/7,100rpm | 2名      | 6台       |
| GT             | 4,430mm | 2,040mm | 1,115mm | 2,650mm        | 1,460kg | 5,992cc | 64.3kgm/5,500rpm | 620ps/8000rpm  | 2名      | 80台      |
| 6.0            | 4,470mm | 2,040mm | 1,105mm | 2,650mm        | 1,625kg | 5,992cc | 63.3kgm/5,500rpm | 550ps/7,100rpm | 2名      | 334台     |
| 6.0SE          | 4,470mm | 2,040mm | 1,105mm | 2,650mm        | 1,625kg | 5,992cc | 63.3kgm/5,500rpm | 558ps/7,100rpm | 2名      | 43台      |
| イオタ         |         |         |         |                | 1,220kg | 5,707cc | 58.0kgm/5,700rpm | 620ps/7,800rpm | 2名      | 3台       |
| SVR            |         |         |         |                | 1,380kg | 5,707cc |                  |                | 2名      | 34台      |
| GT1            | 4,705mm | 2,040mm | 1,040mm | 2,695mm        | 1,050kg | 5,994cc | 70.0kgm/5,500rpm | 600ps/7,000rpm | 1名      | 2台       |
| GT2            |         |         |         |                |         | 5,992cc |                  | 608ps          |          | 2台       |
| GTR            | 4,300mm | 2,040mm | 1,115mm | 2,650mm        | 1,385kg | 5,992cc | 65.3kgm/5,500rpm | 590ps/7,300rpm | 1名      | 正規 30台 |
| GTR-S          | 4,300mm | 2,040mm | 1,115mm | 2,650mm        |         | 5,992cc |                  |                | 1名      | 3台       |
| JGT-1          |         |         |         | 2,695mm        | 1,050kg | 5,994cc |                  | 655ps/7,500rpm | 1名      | 1台       |